# Un grido fino al cielo
Un grido fino al cielo (titolo originale: Cry to Heaven), è un romanzo della scrittrice statunitense Anne Rice, pubblicato nel 1982 dalla casa editrice Alfred A. Knopf di New York e apparso per la prima volta in traduzione italiana nel 1984 per la Sperling & Kupfer.
Il romanzo è ambientato nell'Italia del XVIII secolo, e in particolare nel mondo dell'opera, a quel tempo largamente dominata dalle figure dei cantanti castrati. L'autrice ha svolto un ampio lavoro di documentazione, consultando numerosi testi di storia e storia della musica, di medicina e anatomia.

## Trama

### Parte I
Guido Maffeo, nato da una povera famiglia di contadini calabresi, viene castrato all'età di sei anni e mandato a studiare nel Conservatorio di Napoli, dove sviluppa una meravigliosa voce da soprano: all'età di diciotto anni sta per diventare un divo dell'opera, ma, fatalmente, perde la voce a causa di una malattia. Dopo un fallito tentativo di suicidio, si convince a rimanere nel conservatorio dove è cresciuto, e diventa un eccellente insegnante di canto per gli altri allievi e un bravo compositore, ma deve rinunciare per sempre alla fama che stava per ottenere.
Nel frattempo, Marcantonio (Tonio) Treschi è l'ultimo discendente di una nobilissima famiglia del patriziato veneziano: suo padre, Andrea, è un membro del Consiglio dei Dieci della Serenissima. Di circa dieci anni più giovane di Guido, anche lui ha una bellissima voce da soprano, ama la musica e adora cantare, spesso in compagnia della madre, Marianna. Marianna, molto più giovane del marito, che l'ha sposata dopo essere divenuto vedovo della sua prima moglie, un tempo avrebbe desiderato anche lei divenire una cantante. Tonio fa conoscenza con uno dei cantanti castrati del coro della Basilica di San Marco, Alessandro, e costui diventa il suo migliore amico e il suo istitutore.
Guido, frustrato dalla monotonia della sua vita, chiede al maestro Cavalla, direttore del conservatorio, di poter fare un viaggio nel resto d'Italia per cercare giovani di talento, voci che possano finalmente cantare le sue composizioni. Le tappe del suo cammino saranno Roma, Firenze e, infine, l'altra capitale musicale della penisola, Venezia.
Casualmente, Tonio scopre di non essere l'unico figlio di Andrea: ha un fratello maggiore, di nome Carlo, figlio di primo letto di Andrea, di cui fino ad allora ignorava totalmente l'esistenza, in esilio a Istanbul da anni a causa di uno scandalo che ha causato una rottura irreparabile con il padre Andrea: anni fa, Carlo ha rifiutato di sposare la nobildonna che era stata scelta per lui perché innamoratosi di una povera orfana. L'anziano nobile, prima di morire, indica esplicitamente nel suo testamento che dovrà essere solo Tonio a guidare la casata alla sua morte, e che a Carlo non spetterà nulla.

### Parte II
Morto Andrea, Carlo fa ritorno a Venezia. Tonio attende con trepidazione e angoscia di conoscere il fratello che ignorava di avere: sebbene amareggiato per il fatto che i loro rapporti rischiano di essere molto tesi a causa dell'eredità, il ragazzo ha però chiara coscienza dei suoi diritti quale unico erede dei Treschi, così come sa di avere alle spalle l'appoggio dei suoi tutori e del resto della famiglia.
La lettura del testamento di Andrea conferma quanto già si sapeva: Carlo è totalmente escluso dall'eredità, e spetta a Tonio il compito di amministrare i beni di famiglia e avere dei figli che porteranno avanti il nome dei Treschi: in effetti, il matrimonio di Tonio con la figlia di una sua cugina è già combinato, e anzi il ritorno di Carlo fa anche accelerare i preparativi (sebbene Tonio proprio in questo periodo inizi una relazione con la cameriera Bettina e con la stessa sua cugina, Caterina Lisani). Nel frattempo, il ritorno di Carlo ha gettato nell'angoscia Marianna, angoscia di cui il figlio non sa comprendere i motivi, ma che Alessandro sembra sapere: Tonio gli chiede se non sia per caso Marianna la donna rifiutata, anni prima, dal fratello, ma Alessandro risponde di no.
Carlo chiede a Tonio di prendere le sue parti e di restituirgli quanto gli spetta, e allo scopo gli racconta anche che è proprio Marianna la donna che amava e che il padre non ha acconsentito a fargli sposare, salvo poi nobilitarla per poterla sposare lui. Sebbene turbato da questa notizia, Tonio non se la sente di venir meno alle ultime volontà del suo amato padre. Ma la rivelazione che segue è ancora più sconvolgente: furibondo, Carlo gli dice di non essere suo fratello, ma il suo vero padre; Andrea, che è in realtà suo nonno, lo ha prima costretto a rinunciare alla sua donna e poi gli ha sottratto anche il figlio.
Per sfuggire all'atmosfera opprimente e triste della casa, Tonio prende l'abitudine di vagare la notte assieme a dei musicanti di strada, suonando e cantando con loro: per le calli risuona così la sua meravigliosa voce, non ancora mutata a causa della pubertà, che ben presto diviene famosa in tutta Venezia. Nel frattempo, Guido è giunto nella laguna e fra i giovani che vengono da lui ascoltati c'è anche Tonio: si tratta però di un maldestro equivoco, perché naturalmente Guido cerca ragazzini destinati a essere castrati, non certo un aristocratico già quindicenne, pertanto la cosa sembra non avere alcun seguito. Anche Carlo, ormai ossessionato dal desiderio di rientrare in possesso di quanto gli è stato brutalmente tolto, viene a sapere dell'incidente, e questo, unito al noto amore di Tonio per il canto e per la musica, gli offre l'idea per escogitare un piano.
Una notte, quindi, Tonio viene rapito, drogato e castrato; anche Guido è vittima del complotto, perché gli viene ordinato di portare il ragazzo con sé lontano da Venezia, se non vorrà essere accusato di aver istigato lui quel crimine (la castrazione, sebbene all'epoca i ragazzini che la subivano fossero tantissimi, era infatti in teoria proibita per legge). Guido e Tonio partono così per Napoli.

### Parte III
Dopo lo shock iniziale, Tonio si chiude in un silenzio impenetrabile e, durante il viaggio, a Bologna, con un'azione che sconcerta Guido, detta a un notaio una dichiarazione in cui si assume tutta la responsabilità dell'accaduto, e afferma che la castrazione è stata da lui liberamente scelta per preservare la sua voce, scagionando così Carlo, per tutti suo fratello, dai sospetti che naturalmente già iniziavano a posarsi su di lui. In realtà, Tonio ha subito in mente di vendicarsi, ma deve lasciar passare del tempo perché per lui, prima di tutto, viene il bene della famiglia Treschi: quindi, prima Carlo dovrà sposarsi e avere dei discendenti (e infatti di lì a poco Carlo sposerà Marianna e i due avranno altri figli), poi potrà abbattersi su di lui la sua vendetta.
Giunti finalmente a Napoli, nel conservatorio dove vivono Guido e i numerosi allievi, fra musicisti e cantati castrati, inizialmente Tonio prova repulsione per quel mondo, per la musica e per i suoi "simili": si rifiuta di prendere lezioni di canto, ha un atteggiamento aggressivo e violento, che risulta nel ferimento di un suo compagno di studi, Lorenzo, colpevole di averlo trattato con poco rispetto. Poco a poco, però, riesce a trovare meno infelice e penosa la sua situazione, soprattutto grazie alla gioia che, nonostante tutto, gli dà il cantare, e si sottomette alle lezioni di Guido, ottenendo di essere seguito da lui e da nessun altro.

### Parte IV
Guido si dimostra un insegnante severissimo, infliggendo a Tonio ore e ore di esercizi massacranti, ma che alla fine risulteranno preziosissimi per perfezionare la tecnica vocale del ragazzo, già dotato dalla natura di una voce stupenda ma ancora non addestrata. Guido accompagna anche Tonio ad assistere in teatro a delle rappresentazioni e ad esibizioni di altri cantanti, utili al ragazzo per migliorarsi ancora di più. Tonio si impegna alacremente, ma, tuttavia, l'ostentata freddezza e a volte l'aperta ostilità di Guido nei suoi confronti lo amareggiano.
In realtà, da quando ha scoperto Tonio, Guido è riuscito a sollevarsi dalla depressione che l'aveva attanagliato negli anni precedenti e ha anche ripreso a comporre. Al conservatorio infatti vengono organizzate regolarmente delle rappresentazioni in cui gli allievi possono esibirsi. Fra questi, vi è anche uno dei cantanti più promettenti, Domenico, dalla bellissima voce e dal fascino androgino. Tonio, che nel frattempo si è guadagnato il rispetto dei suoi compagni (a causa della sua educazione, e del fatto che sia stato castrato a un'età relativamente tarda, continua a comportarsi in modo marcatamente virile, e non effeminato come alcuni degli altri castrati, una caratteristica che lo accomuna allo stesso Guido, e in più si allena regolarmente per diventare un perfetto spadaccino, cosa che lo rassicura sulla sua condizione di "uomo" e che può essergli utile contro Carlo), ne è potentemente attratto, e inizia con lui una breve relazione sessuale. Poco tempo dopo, Domenico parte per Roma per cercare successo nel mondo dell'opera. Nel frattempo, anche il nome di Tonio comincia a essere conosciuto e sempre più apprezzato a Napoli.
Finalmente, Guido e Tonio, nel corso di un drammatico confronto, si confessano l'un l'altro la loro attrazione reciproca, e iniziano un'appassionata storia d'amore. Tonio è perdutamente innamorato di Guido (sebbene sia talvolta turbato da una ragazza senza nome che gli capita di incontrare frequentemente ai ricevimenti) e vive con lui i momenti più felici della sua vita, turbati però dalle occasionali lettere che riceve dalla cugina da Venezia, che lo informano degli ultimi avvenimenti. La sua dichiarazione è stata creduta da tutti tranne che da coloro, come lei stessa, che meglio lo conoscevano, ma d'altronde è ora impossibile agire contro Carlo. Carlo, intanto, ha sposato Marianna. Tonio desidererebbe dimenticare per il momento Venezia e la sua vita passata e dedicarsi completamente al suo amore per Guido, ma riceve uno shock quando scopre che, sebbene anch'egli naturalmente innamorato di lui, Guido ha anche altre relazioni, con uomini e donne, tra cui una contessa sua protettrice. Quando Tonio glielo rimprovera, Guido non si mostra minimamente pentito, anzi, invita Tonio a fare lo stesso, a indulgere liberamente alla sua libido, anche perché, con l'età, i castrati come loro perdono gran parte del loro desiderio sessuale. Sebbene amareggiato, Tonio deve accettare lo stile di vita del suo amante, ma lui non vuole tradirlo.

### Parte V
Finalmente, anche grazie agli uffici della contessa sua amante, si presenta una buona occasione per la carriera di Guido quando gli viene proposto di scrivere un'opera per Roma. Si tratta naturalmente anche di un'opportunità per Tonio, e i due partono entusiasti, venendo ospitati a Roma da un conoscente della contessa, il cardinale Calvino. Mentre Guido è impegnato a comporre (ha scelto un libretto di Metastasio, Achille a Sciro), sentendo su di sé la pressione di scrivere qualcosa che possa colpire favorevolmente l'esigentissimo pubblico romano, capace di stroncare all'istante una carriera appena iniziata e pesantemente influenzato dalle opposte fazioni di amici e ammiratori dei vari cantanti, Tonio diventa amico del cardinale, un uomo affascinante, sulla cinquantina. Quando il cardinale si lascia vincere dalla tentazione e inizia a fargli delle avance, inizialmente Tonio lo respinge, solo però per sentirsi dire da Guido che ha sbagliato e che non è conveniente per nessuno dei due, alla vigilia di una prova così importante, scontentare un protettore tanto potente. Dapprima deluso e sconvolto per quelle parole, Tonio cede e lui e il cardinale diventano amanti: tuttavia, quella relazione, nata forzatamente, finisce per prenderlo sempre di più. Nello stesso periodo, anzi, visto che Guido è il primo a non chiedergli assoluta fedeltà, Tonio inizia a frequentare molti altri uomini, tra cui il conte fiorentino di Stefano, suo compagno d'armi, che sviluppa per lui una morbosa ossessione, e rivede inoltre la giovane conosciuta a Napoli. Viene a sapere che è inglese, il suo nome è Christina, ed è una parente acquisita della contessa, ma per il momento non riesce a superare il blocco che gli impedisce di parlarle.
Giunge infine il grande giorno della prima dell'opera di Guido. A contendersi i favori del pubblico, sul palco, saranno il debuttante Tonio e il celebre castrato Bettichino, i cui sostenitori sono già sul piede di guerra, pronti ad affossare la prova del rivale. Sebbene per colpa di costoro all'inizio l'opera sembri andare incontro a un clamoroso insuccesso, è proprio l'intervento di Bettichino a consentire a Tonio di cantare la sua aria, e ancora una volta la sua voce conquista tutti. È un trionfo sia per Guido sia per Tonio, ripetuto anche nelle numerose repliche. Anche Alessandro giunge da Venezia per assistere all'opera e congratularsi con il suo vecchio amico e pupillo; in un incontro privato, rivela anche a Tonio di non aver creduto affatto alla sua dichiarazione in cui scagionava Carlo della sua castrazione: Tonio gli conferma che la verità in effetti è un'altra, ma gli proibisce di fare alcunché perché la vendetta spetta soltanto a lui.

### Parte VI
Finalmente, Tonio trova anche il coraggio di parlare a Christina, da tempo innamorata di lui, e i due diventano amanti: essere tornato ad avere rapporti con una donna dà infine a Tonio la sensazione di aver recuperato del tutto la sua condizione di "uomo". Questo momento è rattristato dalla notizia che, a Venezia, Marianna è morta dopo una lunga malattia e dopo aver dato a Carlo due figli maschi: i parenti informano Tonio che Carlo, sebbene continui a tenere una condotta estremamente libertina, è distrutto dal dolore e ricorre ormai regolarmente all'alcol.
Sono passati circa tre anni, ma nessuno dei due, né Carlo né Tonio, si è mai liberato dall'ossessione per l'altro: Tonio cova ancora e sempre propositi di vendetta, mentre Carlo continua a temerlo, anzi, ora che Marianna è morta, può agire con maggiore decisione, tanto è vero che, durante i festeggiamenti per il martedì grasso, Tonio sfugge per un pelo dalle mani di alcuni sicari giunti a Roma da Venezia. Nessuno dei suoi conoscenti, né il cardinale Calvino, né il conte di Stefano, capiscono ovviamente chi li abbia mandati, solo lui e Guido sanno chi c'è dietro. Tonio sente che è finalmente giunto il momento della resa dei conti, e che forse andrà incontro alla morte: dà addio a Christina, e anche a Guido, in procinto di partire per Firenze dove metterà in scena una nuova opera. Prima di partire, però, decide di confidarsi col cardinale, cui racconta tutta la storia; il cardinale gli suggerisce di tornare a Venezia, ma non per uccidere Carlo: dovrà mostrargli che, pur essendo in grado di farlo, non ne ha l'intenzione, facendogli capire quindi che il padre non ha nessun motivo di temerlo. Quel suggerimento colpisce Tonio, che infatti promette a Guido di raggiungerlo a Firenze, in tempo per la stagione teatrale della Pasqua.

### Parte VII
A Venezia, Carlo, ormai sfatto dall'alcol, vaga per piazza San Marco, seguito dalle sue guardie del corpo, ripensando a Marianna, che è morta fra le sue braccia pronunciando il nome di Tonio, e alle disgrazie della sua vita. Una misteriosa donna attira la sua attenzione, ed egli, affascinato, la segue, e i suoi "bravi" non riescono a stargli dietro. La donna lo conduce in una casa isolata e, fingendo un gioco erotico, lo lega. A questo punto, la sconosciuta si scopre essere Tonio travestito da donna, un trucco che ha imparato dal mondo dell'opera: Carlo, convinto che egli voglia ucciderlo, cerca di guadagnare tempo e si lascia andare a un amaro sfogo. Ma Tonio al contrario lo libera, promettendogli che non lo cercherà mai più e chiedendogli di lasciarlo in pace a sua volta: appena libero, però, Carlo si scaglia contro di lui, Tonio reagisce e lo uccide. Infine, dopo un lungo viaggio solitario a piedi in cui viene a patti con il rimorso per aver ucciso suo padre, arriva a Firenze, dove Guido e Christina lo stanno aspettando.

## Ricezione critica
Un grido fino al cielo, uno dei primi romanzi della Rice, è considerato, assieme a The Feast of All Saints, una delle migliori opere della scrittrice, in particolare per l'accurato lavoro di ricerca storica che vi sta dietro, ma non allo stesso livello di Intervista col vampiro.
In esso ricompaiono alcuni dei temi consueti dell'autrice, come la bisessualità dei protagonisti, che sarà anche presente nella saga più nota della Rice, le Cronache dei vampiri: sebbene Un grido fino al cielo non possa considerarsi, a rigore, un romanzo pornografico, sono frequenti ed esplicite le descrizioni di rapporti omosessuali, soprattutto tra adolescenti castrati. Ma Tonio ha anche relazioni con uomini come il cardinale o il conte di Stefano, oltre che con donne, sia prima sia dopo la castrazione, e così Guido.

## Edizioni
- (EN) Anne Rice, Cry to Heaven, New York, Alfred A. Knopf, 1982, ISBN 0-394-52351-2.
- Anne Rice e Marisa Castino, Un grido fino al cielo, Milano, Sperling & Kupfer, 1984, ISBN 88-200-0403-8.